# Güterglück
Güterglück este o comună din landul Saxonia-Anhalt, Germania.